# Pures Leben
Pures Leben (в переводе с нем. — «Чистая жизнь») — двенадцатый студийный альбом немецкого певца Томаса Андерса, выпущенный 7 апреля 2017 года. Первый альбом, записанный на родном для Андерса немецком языке.

## История
О намерении записать немецкоязычный альбом было объявлено вскоре после выхода альбома History. Выпуск альбома изначально планировался уже на 2016 год, но в итоге выпуск был отложен до 2017 года. В течение этого времени Андерс активно гастролировал по миру, давая концерты в частности в Вашингтоне и Лондоне.
Сам Томас рассказал в интервью, что на новом альбоме он вернулся к стилю Modern Talking, лишь изменив язык на немецкий.
Впервые песню «Das Lied das Leben heißt» из нового альбома Андерс исполнил на одном из своих концертов в Германии в конце января 2017 года. 24 февраля вышел сингл «Der beste Tag meines Lebens», включающий в себя четыре версии этой песни. Впервые песню исполнил Доменик Дласк в 2015 году. Песня оказалась заглавной в новом альбоме (слова «Pures Leben» взяты из одной из строк). Клип на сингл был выложен на YouTube в эту же дату.
Песня «Ein Augenblick der alles dreht» является немецкоязычной версией песни Lunatic с предыдущего альбома.
Ещё один кавер — песня «Odyssee». Оригинал принадлежит проекту Tonschatz.
Некоторое время спустя после выпуска альбома Томас сообщил в социальных сетях, что позже ожидается выпуск новых синглов с альбома, официальное издание альбома в России в мае, а также запись второго альбома на немецком языке и, возможно, издание альбома Pures Leben в англоязычном варианте.

## Список композиций
1. Der beste Tag meines Lebens
2. Sternenregen
3. Das Lied das Leben heißt
4. Feuerwerk
5. Sie und ich und du
6. Unendlich
7. Schwerelos
8. Traumtänzer
9. Zurück zu dir
10. Träume
11. Ein Augenblick der alles dreht
12. Odyssee
13. Fliegen

## Чарты
Германия — 14 место 
Швейцария — 88 место
Австрия — 53 место